# Puyguilhem
Pour les articles homonymes, voir Puyguilhem (homonymie).
Puyguilhem, est une ancienne commune française située dans le département de la Dordogne, en région Nouvelle-Aquitaine. Depuis 1973, elle fait partie de la commune de Thénac.

## Géographie
En Bergeracois, dans le sud-ouest du département de la Dordogne, Puyguilhem occupe la partie sud de la commune de Thénac.

## Histoire
Un château existait sur les lieux de ce petit village. En 1265, il fut cédé au roi d'Angleterre ainsi que les terres environnantes sous la condition de construire'une bastide à l'extérieur du château. À sa fondation la bastide avait pour nom de Sainte-Eulalie-de-Puyguilhem.
Puyguilhem était avant la Révolution une paroisse et une seigneurie ayant le titre de marquisat, possédée par Antonin Nompar de Caumont, favori de Louis XIV, capitaine de ses gardes.
Sous la Révolution, Puyguilhem a été érigée en commune.
Le 1er janvier 1973, les communes de Monbos et Puyguilhem fusionnent en tant que communes associées avec celle de Thénac. Le 1er janvier 2011, cette association devient une fusion simple.

## Démographie
Le dernier dénombrement de population officiel de Puyguilhem est celui de l'année 2008, mis en ligne le 1er janvier 2011 par l'Insee. Il fait apparaître une population municipale de 121 habitants.
| 1793 | 1800 | 1806 | 1821 | 1831 | 1836 | 1841 | 1846 |
| ---- | ---- | ---- | ---- | ---- | ---- | ---- | ---- |
| 310  | 255  | 325  | 326  | 303  | 340  | 304  | 289  |

| 1851 | 1856 | 1861 | 1866 | 1872 | 1876 | 1881 | 1886 |
| ---- | ---- | ---- | ---- | ---- | ---- | ---- | ---- |
| 276  | 260  | 232  | 241  | 239  | 255  | 226  | 223  |

| 1891 | 1896 | 1901 | 1906 | 1911 | 1921 | 1926 | 1931 |
| ---- | ---- | ---- | ---- | ---- | ---- | ---- | ---- |
| 213  | 204  | 194  | 185  | 177  | 161  | 163  | 163  |

| 1936 | 1946 | 1954 | 1962 | 1968 | - | - | - |
| ---- | ---- | ---- | ---- | ---- | - | - | - |
| 185  | 175  | 147  | 126  | 123  | - | - | - |

## Culture locale et patrimoine

### Héraldique
| Blason de Puyguilhem | Blason  | Tiercé en bande d'or, de gueules et d'azur. |
| Blason de Puyguilhem | Détails | Armes de la famille de Caumont de Lauzun, dont Antonin Nompar de Caumont, marquis de Puyguilhem (qui lui vaudra son surnom), faisait partie. Le statut officiel du blason reste à déterminer. |